# جيمس روس (صحفي)
جيمس روس هو صحفي ومحامي كندي، ولد في 9 مايو 1835 في Red River Colony ‏، وتوفي في 20 سبتمبر 1871 في وينيبيغ في كندا.